# العظاءة كبيرة العيون
العظاءة كبيرة العيون (الاسم العلمي:†Ophthalmosaurus) هي جنس منقرض من الإكوصورات الحقيقية يتبع فصيلة العظاءات كبيرة العيون من أصنوفة صغيرات الحوض.